# Balclutha bifasciatus
Balclutha bifasciatus är en insektsart som beskrevs av Baltasar Merino 1936. Balclutha bifasciatus ingår i släktet Balclutha och familjen dvärgstritar. Inga underarter finns listade i Catalogue of Life.